# Lista över Bahrains regenter
Positionen Kung av Bahrain kom till i februari 2002 när dåvarande emiren Hamad ibn Isa al-Khalifah gav sig själv en kungatitel. Mellan 1783 och 1971 var titeln för Bahrains ledare Hakim av Bahrain. Precis som emirerna är kungen av Bahrain statens ledare och har näst intill absolut makt. 

## Lista över Bahrains ledare

### Härskare (Hakim)
Hakim al-Bahrayn ("härskare av Bahrain")
- Schejk Ahmad ibn Khalifah Al Khalifah (1783–1796)
- Schejk Abdullah ibn Ahmad Al Khalifah (1796–1843) tillsammans med följande tre:
  - Schejk Sulman ibn Ahmad Al Khalifah (1796–1825)
  - Schejk Khalifah ibn Sulman Al Khalifah (1825–1834)
  - Schejk Muhammad ibn Khalifah Al Khalifah (första gången) (1834–1842)
- Schejk Muhammad ibn Khalifah Al Khalifah (andra gången) (1843–1868)
- Schejk Ali ibn Khalifah Al Khalifah (1868–1869)
- Schejk Muhammad ibn Khalifah Al Khalifah (tredje gången) (september–december 1869)
- Schejk Muhammad ibn Abdullah Al Khalifah (december 1869)
- Schejk 'Isa ibn Ali Al Khalifah (december 1869 – 9 december 1932)
- Schejk Hamad ibn Isa Al Khalifa (1872-1942) (9 december 1932 – 24 februari 1942)
- Schejk Salman ibn Hamad Al Khalifa (1895-1961) (24 februari 1942 – 2 november 1961)
- Schejk 'Isa ibn Sulman Al Khalifah (2 november 1961 – 16 augusti 1971)

### Emirer
Amir ad-Dawlat al-Bahrayn (Emir av staten Bahrain)
- Schejk 'Isa ibn Sulman Al Khalifah (16 augusti 1971 – 6 mars 1999)
- Schejk Hamad ibn 'Isa Al Khalifah (6 mars 1999 – 14 februari 2002)

### Kungar
Malik al-Bahrayn (Kung av Bahrain)
- Schejk Hamad ibn 'Isa Al Khalifah (14 februari 2002 – nuvarande)